# Aphodius balangensis
Aphodius balangensis là một loài bọ cánh cứng trong họ Scarabaeidae. Loài này được Petrovitz miêu tả khoa học năm 1958.